# Stuart Hampshire
Stuart Newton Hampshire (1 de outubro de 1914 - Oxford, 13 de junho de 2004) foi um filósofo da Universidade de Oxford, crítico literário e administrador universitário.